# Neothela cissochroa
Neothela cissochroa là một loài bướm đêm trong họ Geometridae.